# Eugenio Fanti
Eugenio Fanti (Roma, 11 luglio 1991) è un cestista italiano.
Alto 184 cm per 79 kg di peso, ricopre sia il ruolo di playmaker che quello di guardia. Noto per la sua combattività, che si riflette principalmente nella sua abilità di rubapalloni in difesa che gli vale il soprannome di "Arsenio Lupin", possiede anche un istinto a rimbalzo superiore alla media dei giocatori della sua statura.
Bandiera dell'Eurobasket Roma, ha vissuto tutta la trafila del settore giovanile per poi vincere tutti i campionati conquistati nella storia dalla compagine capitolina.

## Carriera
Ha iniziato a giocare nelle giovanili dell'Eurobasket Roma, per poi arrivare in prima squadra conquistando la promozione in Serie C2. Ha esordito successivamente in B/Dil nelle file della Tiber Roma, con la formula del doppio utilizzo prima del rientro, nell'estate del 2011, esclusivamente all'Eurobasket Roma in serie C. Il passaggio in prestito in Serie B nelle file dell'Alto Sebino è durato una sola mesata, con il ritorno dal 2012 all'Eurobasket Roma, dove in cinque anni è stato artefice insieme alla società di tre promozioni. Nel 2016 ha esordito in Serie A2, diventando nel 2019 il capitano della squadra romana.